# Костопільська рівнина
Косто́пільська рівни́на — слабохвиляста рівнина в Україні, в межах Поліської низовини, в межиріччі Горині та Случі; на півдні межує з Волинською височиною. Розташована в центральній частині Рівненської області, охоплює частини територій Рівненського і Сарненського районів. 
Пересічні висоти 180—200 м, максимальна — 215 м. Переважає денудаційний рельєф, поширені карстові (лійки, западини) та еолові форми (дюни, горби) форми рельєфу. Складається з базальтів, що перекриваються крейдою, мергелем, пісками та глинами. Хвилясті місцевості (так звані «крейдяні гори») перемежовуються з численними западинами й долинами річок. Характерна значна залісненість (бл 50%), переважно під сосновими лісами. Чималі площі заболочені (до 10%). Орні землі, сіножаті, пасовища. 